# Старий Редзень
Старий Редзень (пол. Stary Redzeń) — село в Польщі, у гміні Колюшки Лодзький-Східного повіту Лодзинського воєводства.
Населення — 301 особа (2011).
У 1975-1998 роках село належало до Пйотрковського воєводства.

## Демографія
Демографічна структура станом на 31 березня 2011 року:
|          | Загалом | Допрацездатний вік | Працездатний вік | Постпрацездатний вік |
| -------- | ------- | ------------------ | ---------------- | -------------------- |
| Чоловіки | 154     | 41                 | 96               | 17                   |
| Жінки    | 147     | 26                 | 80               | 41                   |
| Разом    | 301     | 67                 | 176              | 58                   |